# Travisia concinna
Travisia concinna är en ringmaskart som först beskrevs av Johan Gustaf Hjalmar Kinberg 1866.  Travisia concinna ingår i släktet Travisia och familjen Opheliidae. Inga underarter finns listade i Catalogue of Life.